# القوات الخاصة العراقية
قوات العمليات الخاصة العراقية (بالإنجليزية: Iraqi Special Operations Forces اختصارًا «ISOF»)، هي وحدة العمليات الخاصة التابعة للجيش العراقي، تَتَخَصص هذه الوحدة في مكافحة الإرهاب، يتم اختيار أفراد هذه القوات من جميع الأديان والأعراق، وتتميز بمستوى من المهنية والاستقلالية عَن بَقية وحدات الجَيش العراقي. تم إنشاء الوحدة في عام 1950، ولكن تمَ حلُها وتَجنيدها منَ الصفر من قبل قوات التحالف بعد غزو العِراق عام 2003. تتألف القوات التي يُديرها جهاز مكافحة الإرهاب العراقي من ثلاثة ألوية، تدريبهم مُخصص للمَعارك النظامية و غير النظامية وحاليا يتكون الجهاز من افواج تضم كل محافظة الفوج الخاص بها. نشطت القوات الخاصة العراقية بشكل كبير خلال الحَرب على الارهاب بَينَ 2014-2017، وأصبحت مَعروفة في وسائل الإعلام على مُستوى العالم لدورها الحاسم في استعادة مدينة الموصل من تنظيم داعش 206-2017.

## التاريخ

### التأسيس
تأسست نواة القوات الخاصة العراقية تحت أسم القوات الخاصة الملكية العراقية في منتصف الخمسينات من القرن الماضي وذلك بجمع واعداد وحدات متكونة من العناصر الكفوءة من الجيش العراقي وعرفت حينها بأسم قوات الملكة عالية بأمره العقيد آنذاك خليل جاسم وكان واجبها القيام بمهمات خاصة غير تقليدية ولم يكن بمقدور القطعات العسكرية الاعتيادية تنفيذها، كان ضباط هذه القوة خلال فترة العهد الملكي يُدربون في مدرسة المظليين رقم 1 في القاعدة الجوية الملكية في أبينغدون في إنكلترا، الا ان هذه القوات بقيت قوات محدودة العدد من حيث الافراد وذات تسليح طبيعي يشابه تسليح أي قطعة عسكرية أخرى في الجيش العراقي وتم حل هذه القوات ومن ثم إعادة تشكيلها تحت اسم جناح المظليين في 28 اذار 1956، وبعد الإطاحة بالنظام الملكي في العراق سنة 1958 أطلق عليه اسم جناح الصاعقة ثم دمج الجناحان وكذلك اضيف جناح التعبئة لتتكون من هذه الاجنحة الثلاث مدرسة القوات الخاصة.

### الحقبة من 1960 - 1969
حرب 1967
تم تطوير صنف القوات المسلحة خلال حقبة الستينات وخصوصاً بعد تسلم الرئيس العراقي الاسبق عبد الرحمن عارف مقاليد الحكم سنة 1963 وبدأت تشكيلاته بالزيادة بالعدة والعدد وتم إضافة كلمة المظليين إلى الشعار الخاص بالوحدات وقد شاركت في هذه الفترة بالحرب العربية الإسرائيلية سنة 1967 وقد صدت هجوم واسع للقوات الإسرائيلية التي كانت تنوي احتلال دمشق لولا تدخل القوات الخاصة العراقية بمناورات عاجلة مع اللواء المدرع 12 واللواء الميكانيكي الثامن وهذا كله تم بدون تغطية جوية في ظل انكشاف اجنحة هذه القوات بسبب انسحاب القوات السورية.

### الحقبة من 1970 - 1979

#### حرب اكتوبر
اشترك لواء من القوات الخاصة العراقية في الحرب العربية - الاسرائيلية وكان له دور فعال ومتميز على الجبهة السورية وخصوصاً حينما انسحبت القوات السورية بدون أي أشعار مسبق وتنسيق تاركة القوات العراقية وهي تدافع لوحدها عن دمشق وحينها كبدت العدو خسائر كبيرة وكان لها دور متميز بشهادة العدو.[من؟]

#### حرب شمال العراق
شاركت القوات الخاصة في الحرب التي دارت رحاها في شمال العراق بعد فشل خطة السلام وفشل اقامة الحكم الذاتي بحسب اتفاقية 1970، كانت القوات واجبها تدعيم قطعات اللواء الثاني مشاة خلال صده للهجوم الذي وقع عليه في جبيل سبيلك وبلدة راوندوز في اذار سنة 1974 وقد تمكنت من صده وافشلت خطة احتلال المعسكر وقد انتهت المعارك بعد اتفاق الجزائر عام 1975.

### الحقبة من 1980 - 1988
قبيل الحرب العراقية الإيرانية تم إعادة تنظيم القوات الخاصة إضافة إلى تشكيل لوائين اخرين بالإضافة إلى اللواء الذي كان موجود أساساً حيث تم تسميتها، اللواء 31 قوات خاصة مظلي، اللواء 32 قوات خاصة جبلي، اللواء 33 قوات خاصة بحري (ضفادع بشرية) ومع بداية الحرب تم توزيع افواج الالوية على طول خط الجبهة متجحفلا مع الوحدات الأخرى من الجيش وشاركت في معارك مختلفة.

#### معركة المحمرة1980-1982
شاركت القوات الخاصة في معركة المحمرة الأولى وتمكنت من بسط سيطرتها على اجزاء واسعة من المحمرة بأفواجها المتوزعة في القاطع الجنوبي والمتجحفلة مع الفرقة المدرعة الثالثة. ولكن في العام 1982 وخلال معركة المحمرة الثانية ونتيجة للحسابات الخاطئة من قبل قيادة الفيلق الثالث انسحبت الفرقة المدرعة الثالثة امام الهجوم الإيراني وأيضًَا الفرقة المدرعة التاسعة التي كانت مصابة بخسائر كبيرة وفي اعقاب هذه المعركة تم الغاء اللواء 31 قوات خاصة (مظلي) واللواء 32 قوات خاصة (جبلي) واللواء 33 قوات خاصة (بحري) بسبب الخسائر الجسيمة التي تكبدتها الالوية الثلاث حيث بقيت تقاتل قتال الشوارع وبالـسلاح الابيض سميت حينها معركة الجيب المهلك،[بحاجة لمصدر] مع نهاية المعركة في نفس السنة تم تشكيل الألوية 65 و66 و68 قوات خاصة من العناصر الغير مصابة في الالوية الملغاة مع رفدها بعناصر جديدة متخرجة حديثاً من مدرسة القوات الخاصة مع إضافة وحدات جديدة إلى القوات تمثلت بـ مديرية صنف القوات الخاصة ووحدة التموين الجوي ومدرسة الضفادع البشرية ووحدة الاستطلاع العميق 999 ووحدة المهمات الخاصة 888 وقد شاركت هذه القوات بصد الهجومات والتعرضات الإيرانية على طول الجبهة وايقاف عمليات محرم الحرام في قاطع الطيب وعمليات مسلم بن عقيل في قاطع شرق مندلي وعمليات رمضان في قاطع شرق البصرة.

#### معركة بنجوين 1982 - 1984
شاركت القوات الخاصة العراقية في معركة بنجوين شمال العراق بين عام 1982 إلى العام 1984 ثم تم سحبها بعد انتهاء الحاجة لها في ذلك المكان وقد كان واجبها تعزيز القوات في الفيلق الأول المنتشر في ذلك المكان.

#### معركة هور الحويزة الأولى
شاركت ألوية القوات الخاصة المرقمة 66 و68 في معركة هور الحويزة الأولى بعد ان تسللت القوات الإيرانية بحركة مباغتة قامت خلالها بعبور الهور بزوارق صغيرة وهزمت الدفاعات الامامية للفيلق الرابع فما كان من القيادة الا الزج بالقوات الخاصة مدعومة بالفرقة المدرعة العاشرة التي وصلت إلى المكان في يوم 23-2-1984 وقد صدت هذه القوات الهجوم وكبدت الإيرانيين خسائر كبيرة.

#### معركة هور الحويزة الثانية(تاج المَعارك)
في سنة 1985 قامت القوات الايرانية مرة أخرى بمهاجمة القوات العراقية من هور الحويزة مدعومة بالقوات الموالية لها من عناصر المجلس الاسلامي الاعلى وقوات بدر بعد ان توقعت ان العراق لن يتوقع هجومها مرة أخرى من نفس المكان إضافة إلى انها اكتسبت الخبرة الكافية في القتال بين المسطحات المائية فقامت القوات العراقية بصدها وتركز واجب القوات الخاصة بالسيطرة على الهور والعبور منه إلى الضفة الأخرى.

#### معركةالحصاد الأكبر(هجوم ام الرَصاص)
أطلق العراقيون على هذه المعركة معركة اليوم العظيم ضمن سلسلة من المعارك أسمها معارك الحصاد الأكبر واطلق عليها الإيرانيين عمليات (كربلاء4 وكربلاء 5) تكبدت فيها القوات الايرانية خسائر فادحة في الارواح والمعدات بسبب محاولاتها العقيمة لأحتلال البصرة وعزل الفاو وشارك اللواء66 قوات خاصة في هذه المعركة مع قطعات قيادة قوات بغداد (حرس جمهوري).

#### معركة تحرير الفاو(عَمليات رَمضان مُبارك)
شاركت القوات الخاصة في عمليات تحرير الفاو بلوائيها 66 و68 وذلك بعد احتلالها من قبل القوات الإيرانية في العملية (والفجر8) في العام 1986 ولم يشارك في هذه العملية اللواء 65 بسبب انهاكه في معركة سد دربندخان في القاطع الشمالي في محافظة السليمانية

### الحقبة من 1988 - 2003

#### غزو الكويت-الانزال
شاركت القوات الخاصة في الثاني من أغسطس عام 1990 بعمليات غزو الكويت حيث قامت هذه القوات بعمليات الانزال الجوي على المواقع الحيوية في الكويت بواسطة المروحيات وبسطت سيطرتها على مطار الكويت ووزارة الدفاع ومقر تلفزيون الكويت بالإضافة للأنزال على قصر دسمان لأحتجاز العائلة الحاكمة الا ان تسرب خبر دخول القوات إلى الكويت حال دون أسر العائلة الحاكمة في الكويت.

#### تشكيل قيادة قوات الخليج
عند تشكيل قيادة قوات الخليج العربي التي كان الهدف من تشكيلها بسط السيطرة على الأراضي الكويتية وقمع أي محاولة للتمرد أو العصيان تم سحب فرق وألوية القوات الخاصة إلى الداخل العراقي لتكون بمثابة أحتياطي أستراتيجي في حال التدهور العسكري لأي من القطعات العسكرية.

### الحقبة بَعدَ 2003(2003 - 2008)

#### أعادة الهَيكلة والتَشكيل
بعد غزو العراق في عام 2003، أعيد تشكيل القوات الخاصة العراقية من نقطة الصفر وذلك بعد ان تم حل الجيش العراقي من قبل سلطات الاحتلال بقيادة الحاكم المدني بول بريمر، تكونت هذه القوة من جميع مكونات الشعب العراقي. في تشرين الثاني 2005، بعد ان تدربت القوة لمدة سنتين في الأردن مع القوات الخاصة الأردنية وقوات الدلتا الامريكية عاد المتدربين ليشكلوا وحدة العمليات الخاصة العراقية بقوة قوامُها 1440 رجلاً، تكونت من فوج واحد يتفرع إلى سريتين قتالية وسرية للدعم.، بعدها في مارس 2008، توسعت القوة لتصبح متكونة من لواء يتفرع إلى فوج مكافحة الإرهاب وفوج عمليات خاصة وفوج للدعم والاستطلاع.

### الحقبة من 2008 - 2014

#### معركة البصرة(صَولة الفُرسان)
بدأت مَعركة البَصرة الَتي أطلقت القوات العراقية عَليها «صَولَة الفُرسانْ» في 25 مارس / آذار 2008، لطرد مسلحي جيش المهدي من مدينة البصرة بَعدَ ان فرضَ الأخير سَيطرته عَليها. كانت العملية أول عملية كبرى يخطط لها وينفذها الجيش العراقي منذ الغزو عام 2003، وشَهَدت أول ظهور بارز لفرقة القوات الخاصة العراقية، بحيث قامَت مع وحدت سوات الحلة، التي انضممت إليها في ديسمبر، بقتل/أسر أكثر من 200 من «المجرمين البارزين» الذين صدرت بحقهم أوامر اعتقال، وكان معظم الذين قُبض عليهم أو قُتلوا أعضاء (بعضُهم منشق) من جيش المهدي. كذلك أجرت مع القوات الأمريكية الخاصة عمليات مشتركة مِنها عملية يَوم 31 مارس عِندَما قامت بمُداهمة مدرسة أستَخدمها المُسلحين لتخزين الأسلحة والذخائر والمُتفجرات. قتلت القوات الخاصة، بدعم من القوات الخاصة الأمريكية وطائرات التحالف، 14 من المسلحين وأطلقت سراح ستة جنود عراقيين كانوا مُحتجزين في المدرسة.

#### عَمَلية 18 نيسان
في 18 نيسان 2010، بَعد جُهد أستخباراتي كثيف، نفذت القوات الخاصة العراقية، بدعم من القوات الأمريكية، غارة ليلية على منزل آمن بالقرب من تكريت أفادة المَعلومات الاستِخباراتية بكونه يأوي قاده من التَنظيم الإرهابي دولة العراق الإسلامية (لاحقاً داعش). قامت القوات الخاصة العراقية بتطويق المبنى وطالبتهم بالاستسلام، بالمُقابِل فَتح الإرهابيون النارَ عَليهُم، ردت القوات الخاصة العراقية على النيران بالنيران. بعد تبادل مطول لإطلاق النار وقصف للمنزل، اقتحمت القوات العراقية الداخل ووجدوا سيدتين على قيد الحياة، إحداهما زوجة المصري، والعَديد من القَتلى بينَهُم زَعيم دولة العراق الإسلامية (أبو عُمر البَغدادي) ونَجله، والزعيم السابق لتنظيم القاعدة في العراق والنائب الأول للبَغدادي (أبو أيوب المصري) والذي كانَ يَرتدي سُترة ناسفة، كما تم اعتقال 16 آخرين. أعلن رئيس الوزراء العراقي نوري المالكي مقتل أبو عمر البغدادي وأبو أيوب المصري في مؤتمر صحفي في بغداد وعرض على الصحفيين صورا لجثثهم. وقال المالكي ان «الهجوم نفذته القوات البرية التي طوقت المنزل». وأضاف المالكي أنه «خلال العملية، تم ضبط أجهزة كمبيوتر مع رسائل بريد إلكتروني بين البغدادي والمَصري مَع زَعيم تَنظيم القاعدة، أسامة بن لادن ونائبه أيمن الظواهري». وأشاد قائد القوات الأمريكية الجنرال ريموند أوديرنو بالعملية.

### الحقبة من 2014 - 2017
تضَخَمت القوة بشكل كبير بعدَ أحتلال داعش للموصل في العام 2014 لتصبح فرقة كامِلة، وقد شاركت بشكل فعال ومِحوَري في عَمليات التحرير في الموصل، الانبار وصلاح الدين وكانت هي القوة الضاربة في جميع العمليات التي خاضَها العراق في حَربهِ ضَد الإرهاب.

### الحَرب على داعِش

#### حَملة صَلاحُ الدين(عَملية لَبيكَ يا رَسول الله)
- معركة بيجي (2014–15)
- معركة تكريت (2015)
- هجوم الحويجة (2017)
- معركة تحرير الحويجة (2017)

#### حَملة الأنبار (2015-2016)
- معركة الفلوجة (2016)
- معركة هيت 2016
- معركة الرطبة (2016)
- معركة الخالدية (2016)
- معركة القائم (2017)
- معركة راوة (2017)

#### حَملة المَوصل(عَملية قادِمونْ يا نَينَوى)
- معركة الموصل (2016–17)
- معركة تلعفر (2017)

#### النزاع العراقي–الكردي 2017
- معركة كركوك (2017)

## هيكل القيادة

### هيكل القيادة قبل العام 2003
كانت القوات الخاصة العراقية قبل العام 2003 تتكون من فرعين للقوات الخاصة احدها ترتبط بالقوة البرية والاخرى ترتبط بالحرس الجمهوري وهي:
- -  القيادة العامة للقوات المسلحة
    -  قيادة القوات الخاصة العراقية
      - اللواء 65 قوات خاصة (لواء جبلي)
      - اللواء 66 قوات خاصة (لواء مظلي)
      - اللواء 68 قوات خاصة (لواء بحري - ضفادع بشرية)

    -  الحرس الجمهوري العراقي
      - اللواء 3 قوات خاصة
      - اللواء 16 قوات خاصة
      - اللواء 26 قوات خاصة

    -  وحدة الاستطلاع العميق 888
      - السرية الأولى (الاسم الحركي: بابل)
      - السرية الثانية (الاسم الحركي: أشور)
      - السرية الثالثة (الاسم الحركي: آور)

    -  وحدة الواجبات الخاصة 999
      - السرية الأولى (الاسم الحركي: خالد بن الوليد)
      - السرية الثانية (الاسم الحركي: قتيبة بن مسلم)
      - السرية الثالثة (الاسم الحركي: المهلب)

 بالإضافة إلى المديريات والوحدات الساندة ادناه:
- مديرية صنف القوات الخاصة ويقع مقرها في خان بني سعد محافظة ديالى
- مدرسة القوات الخاصة ويقع موقعها في معسكر الرشيد في محافظة بغداد
- مركز تدريب القوات الخاصة ويقع مقرها في معسكر خالد في مدينة كركوك
- مدرسة تدريب الضفادع البشرية ويقع مقرها في مدينة الحبانية
- وحدة التموين الجوي ويقع مقرها في منطقة ابو غريب في محافظة بغداد

### هيكل القيادة بعد العام 2003
- - فرقة العمليات الخاصة العراقية
    - قيادة العمليات الخاصة الأولى (الفرقة الذهبية)
      - اللواء الأول عمليات خاصة (كوماندوز36)
      -  اللواء الثاني عمليات خاصة (جهاز مكافحة الإرهاب)
      - اللواء الثالث عمليات خاصة (لواء دعم وإسناد)
      -  اللواء الخامس عمليات خاصة (لواء استطلاع ومراقبة)

    - قيادة العمليات الخاصة الثانية (ISOF-2)
      - اللواء السادس عمليات خاصة (لواء البصرة)
      - اللواء السابع عمليات خاصة (لواء الموصل)
      - اللواء الثامن عمليات خاصة (لواء ديالى)
      - اللواء التاسع عمليات خاصة (لواء النجف)

    - قيادة العمليات الخاصة الثالثة (ISOF-3)
      - اللواء العاشر عمليات خاصة
      - اللواء العشرون عمليات خاصة
      - اللواء 36 عمليات خاصة
      - اللواء 45 عمليات خاصة

## التجهيزات

### القيافة
تَرتَدي القوات الخاصة العراقية تَمويه "U.S. Woodland" والذي يُعرف أيضًا بشكل غير رسمي من خلال لقبه العامي "M81"، هو نمط تمويه تم إصداره للقوات المسلحة الأمريكية منذ عام 1981، حتى استبداله في منتصف إلى أواخر العقد الأول من القرن الحادي والعشرين. نَمط التَمويه «عشوائي» ذو أربعة ألوان عالي التباين مع بُقَع غير مُنتظمة من اللون الأخضر والبني والرمل والأسود، لا يزال التَمويه يُستخدم على مستوى محدود من قبل بعض فروع الجَيش الأمريكي على وجه التحديد من قبل قيادة العمليات الخاصة التابعة لقوات مشاة البحرية الأمريكية وفرع قيادة البحرية الأمريكية "Seabees".

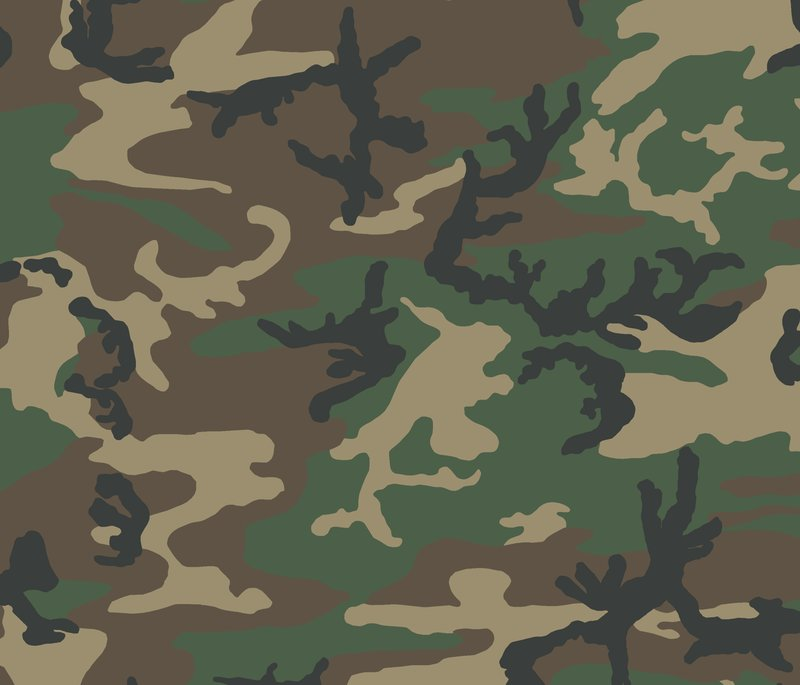
"U.S. Woodland "M81
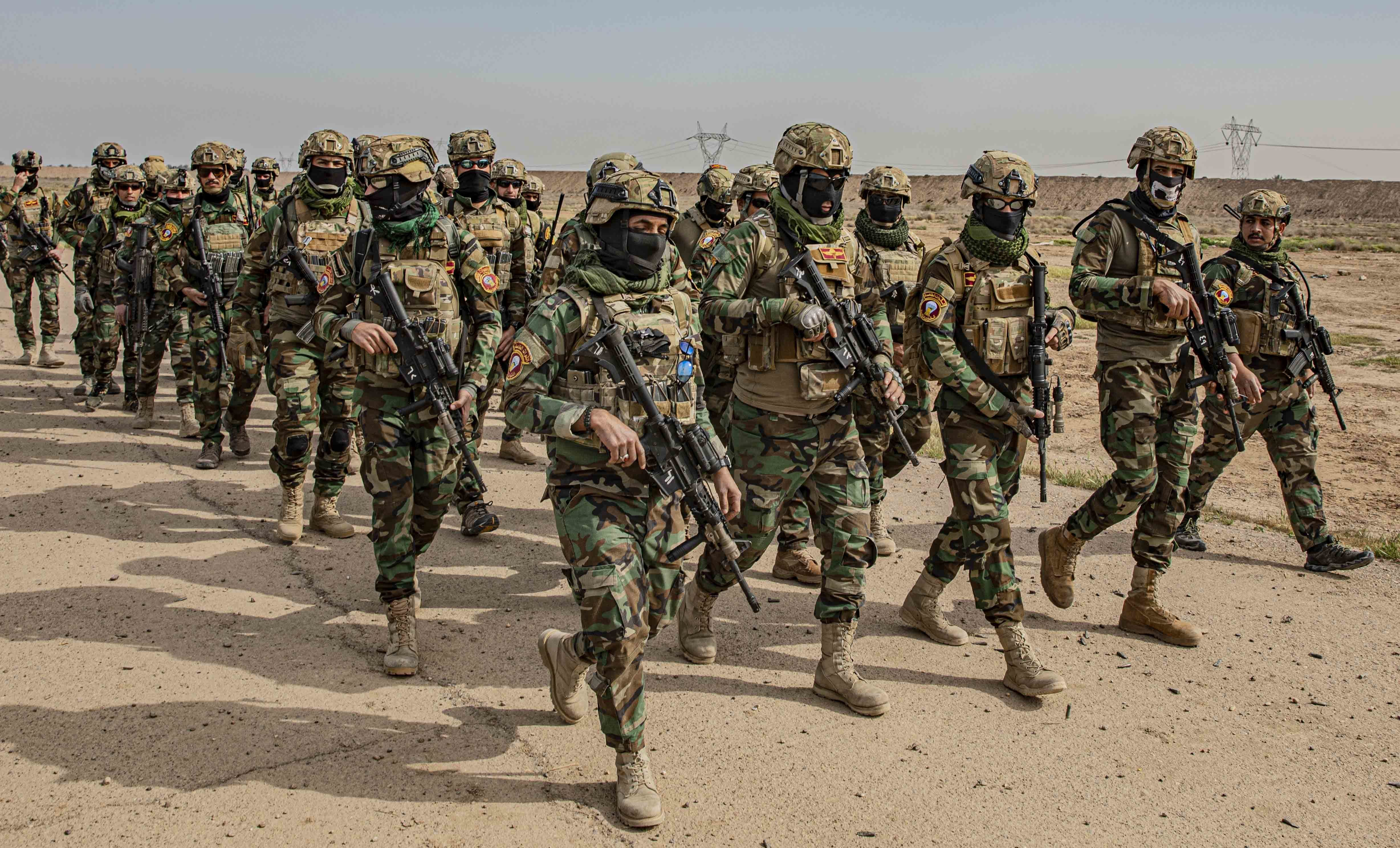
القوات الخاصة العراقية بتمويه "U.S. Woodland" أثناء أحد المَهام 2020.

أما الزي الرَسمي لقوات جِهاز مُكافحة الأرهاب من القوات الخاصة فهوَ السَواد.

السَواد هوَ قيافة جِهاز مُكافحة الأرهاب.
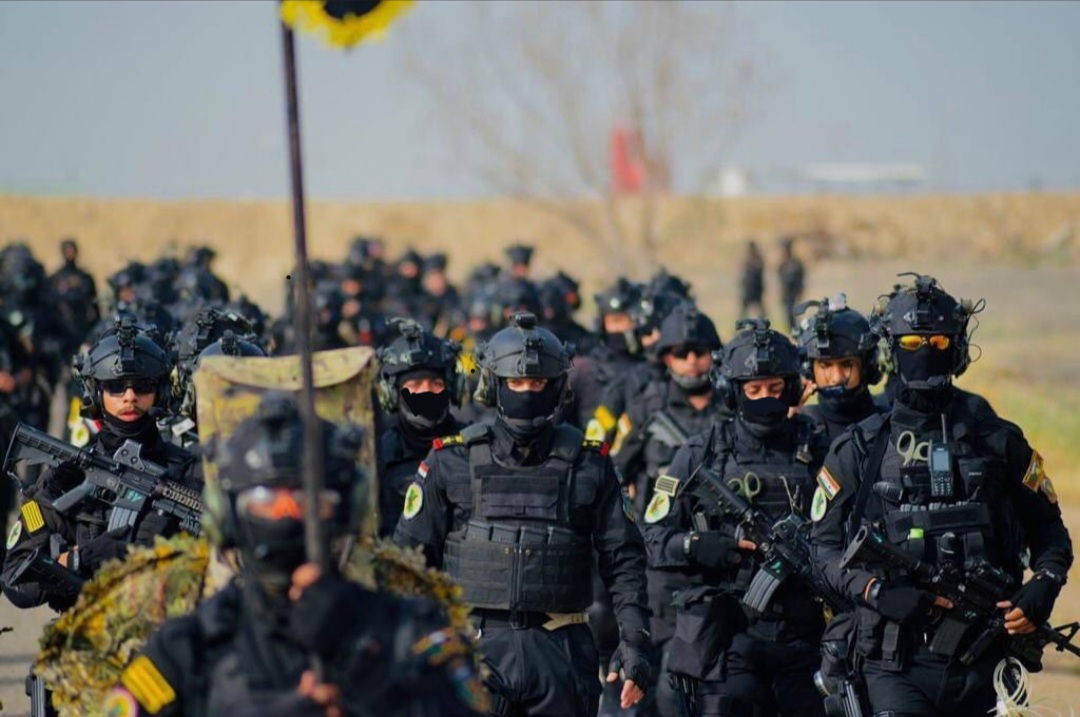
قوات جِهاز مُكافحة الأرهاب أثناء أحد المَهام 2020.

### الاسلحة
| M4 |  |
| -- |  |

| M249 |

| M2 |  |
| -- |  |

| MP5 |  |
| --- |  |

| MK14   |
| M24    |
| T-5000 |
| K14    |

| AT4   |  |
| SMAW  |  |
| RPG-7 |  |
| ----- |  |